# Stranger in Us All
Stranger in Us All es el octavo y último álbum de estudio de Rainbow, editado en 1995.
Este trabajo posee un sonido completamente diferente a cualquier material producido por Blackmore previamente. El nombre del disco proviene de la canción "Black Masquerade", en donde se menciona la frase "The full moon unmasks the stranger in us all" (La luna llena desenmascara al extraño en cada uno de nosotros).

## Contenido y grabación
Después de dejar Deep Purple en 1993, a causa de su difícil relación con Ian Gillan y el resto de la banda, Ritchie Blackmore tenía la intención de editar un disco como solista. No obstante, debido a las presiones de la discográfica, finalmente el trabajo salió bajo el nombre de Ritchie Blackmore's Rainbow, desempolvando el primerísimo nombre de la banda en su álbum debut homónimo, de 1975.
Para este disco, Blackmore contó con músicos prácticamente desconocidos, incluyendo a su pareja, Candice Night, en coros, mientras que, por otro lado, Stranger in Us All es, a día de hoy, el último trabajo de rock propiamente dicho, de Ritchie Blackmore, ya que en 1997, inició el proyecto de folk renacentista Blackmore's Night junto a su mujer Candice y, desde entonces, se ha mantenido alejado del heavy metal y del hard rock.

## Lista de canciones
- Todas las letras fueron escritas por Doogie White y la música compuesta por Ritchie Blackmore, excepto donde se indique.

1. "Wolf to the Moon" (White, Blackmore, Candice Night)  – 4:16
2. "Cold Hearted Woman"  – 4:31
3. "Hunting Humans (Insatiable)" – 5:45
4. "Stand and Fight" – 5:22
5. "Ariel" – 5:39 (Blackmore, Night)
6. "Too Late for Tears" (White, Blackmore, Pat Regan])  – 4:50
7. "Black Masquerade" (White, Blackmore, Paul Morris, Night)  – 5:35
8. "Silence" – 4:04
9. "Hall of the Mountain King" (Edvard Grieg, arreglos de Blackmore, letra de Candice Night)  – 5:34
10. "Still I'm Sad" (Paul Samwell-Smith, Jim McCarty)  – 5:22

### Edición de Japón (RCA Records BVCP-862)
1. "Emotional Crime"

- La canción "Still I'm Sad" originalmente fue grabada por The Yardbirds en el álbum Having a Rave Up with The Yardbirds.

El tema ya había tenido una versión instrumental en la época de Dio en Ritchie Blackmore's Rainbow, y una versión con letra en Rainbow On Stage, y otros discos en directo.

## Formación
Rainbow
- Ritchie Blackmore - Guitarra.
- Doogie White - Voz.
- John O'Reilly - Batería.
- Greg Smith - Bajo.
- Paul Morris - Teclados.
- Candice Night - Coros.

Músico adicional
- Mitch Weiss - Armónica.

### Producción
- Pat Regan - Ingeniero de sonido y Mezcla.
- Fran Flannery, Jesse Henderson, Ed Miller, Steve Moseley, John Reigart, David Shackney, Steve Mosley & Dug - Técnicos asistentes.